# 電波障害

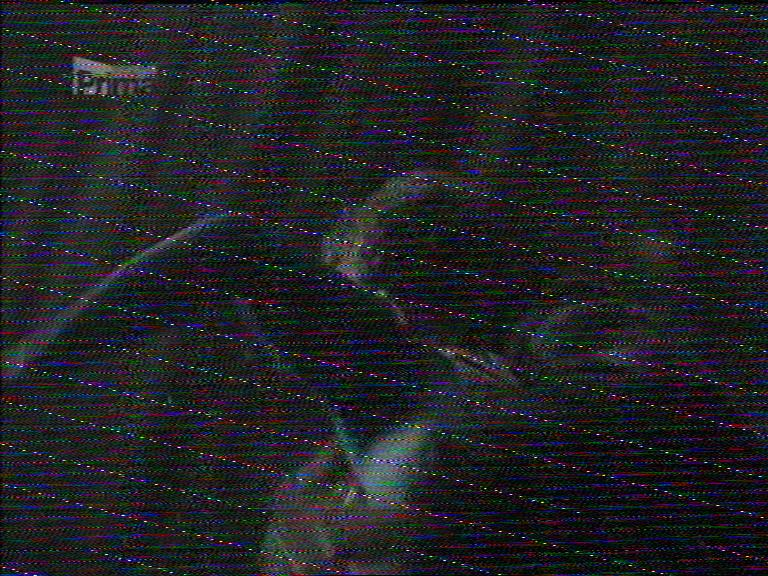
アナログTV信号の電波障害

電波障害（でんぱしょうがい、英: electromagnetic interference、EMI）とは、電波の受信に障害が発生したり、電波により電子機器が誤動作することである。

## 概要
考え方として、送信側と受信側の2通りがある。すなわち、電波の送信や不要輻射が、電波を使用しないものを含む他の機器に問題をおよぼすという問題と、電波を受信する機器の動作が、他のものによって妨げられる（たとえばビルなどで電波の到達が妨げられる、といった問題を含む）という問題である。
電波障害により生ずる現象は、機器の誤動作、TVI（テレビの受信に影響する）、BCI（ラジオの受信に影響する）、テレホンI（電話に影響する）、アンプI（オーディオなどのアンプに影響する）などさまざまである。
一例としては
- アナログテレビ放送にスノーノイズが入る、画面がふらつく、二重になる（ゴースト障害）
- ラジオにノイズ（ガーガー、バリバリといった雑音）が入る
- 固定電話・ラジオ・テレビ・オーディオ機器に、無線交信の話し声が入る（混信）
- 電力線搬送通信・LED照明・太陽電池パネルから発生するノイズにより、放送電波等（短波ラジオ、アマチュア無線、FMラジオ）の受信障害[1]

などの現象がある。
一方、ビルなどの高層建築物や鉄道・道路などの高架構造物による遮蔽や反射による、テレビ電波のゴースト障害や、列車の走行によるフラッター障害などについては、一種の環境問題となっており、自治体によっては環境アセスメントなどで扱われることがある。
一般家庭においては、従来では各種の無線通信を行う無線局（不法局も含む）や、高圧送電線からの放電、鉄道や工場などの工業用機械を原因とする電波障害が最も大きな問題とされていた。しかし、近年では電波や高周波の電気信号を扱う電子機器（特に携帯電話・スマートフォン・パーソナルコンピュータなど、デジタル信号を扱う情報通信機器）が増えたことから、どこの家庭にもあるような普通の電子機器でも、電波障害の発生源となる可能性がある。また、携帯電話やPHSによる電波障害は、特に医療機器に対する影響が問題となっている。

## 電波障害の分類

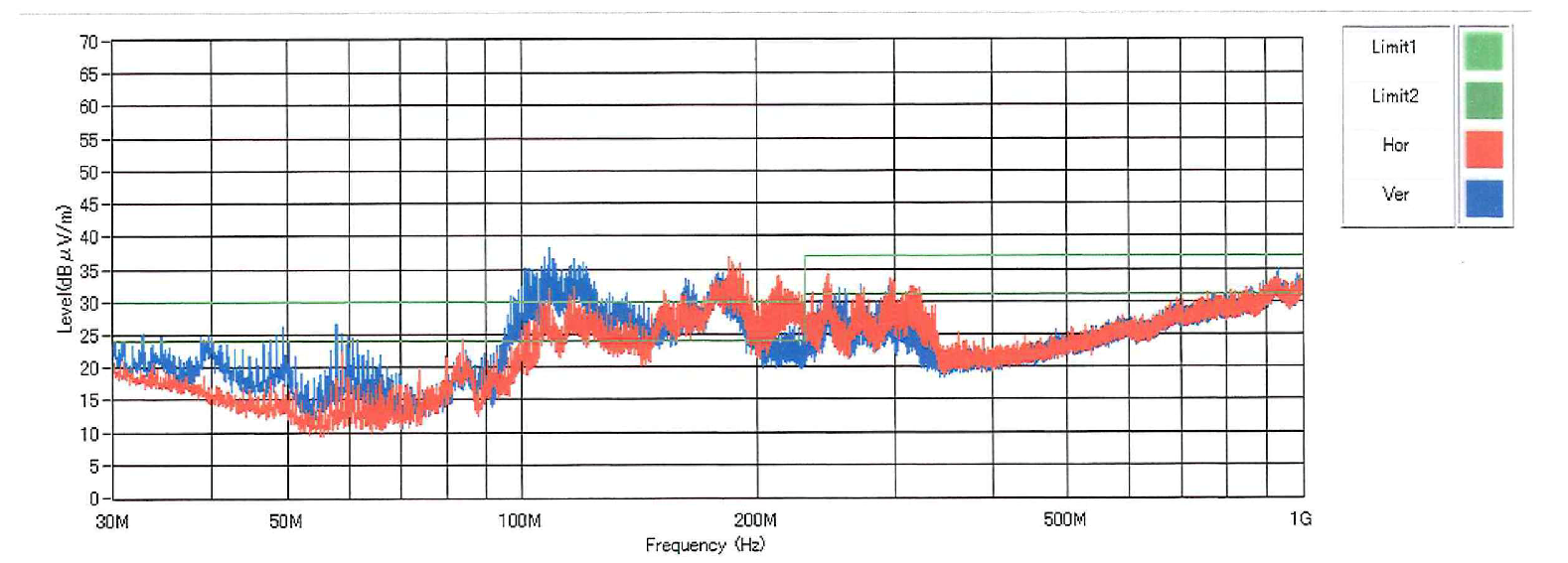
30M-1GHzの不要輻射を測定したチャートの例。赤線は水平偏波、青線は垂直偏波。

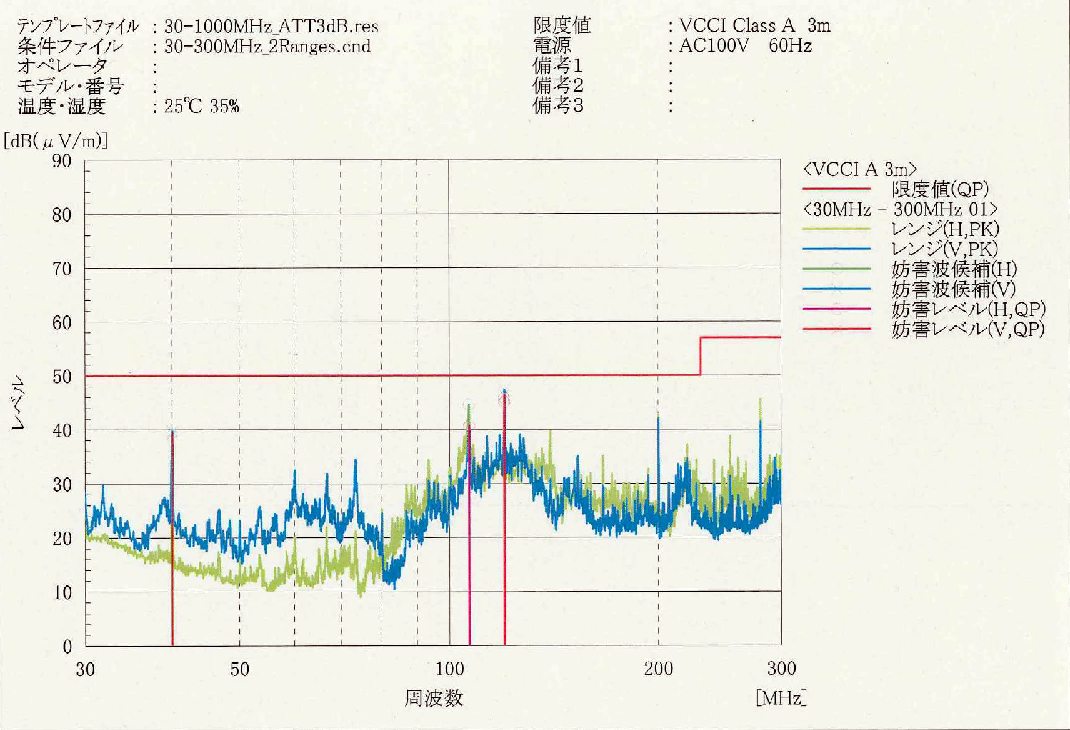
30M-1GHzの不要輻射を測定したチャートの例。

電波障害はいくつかの種類に分類できる。それぞれ基本的な対策方法が異なるため、電波障害の防止に当たっては、現象がどの分類に当てはまるかを注意深く見極める必要がある。

### 高周波電流の伝達経路による分類
- ノーマル・モード

電波障害を及ぼす高周波電流が、電源線を電源電流と同様の経路（行きと帰りの2本の線が接続された場合に電流が流れる）で流れる場合をノーマル・モードと呼ぶ。高周波電流は2本の電源線を逆位相で流れる。
- コモン・モード

電波障害を及ぼす高周波電流が、電源線と大地で形成される経路で流れる場合をコモン・モードと呼ぶ。高周波電流は2本の電源線を同位相で流れる。

### 電波が放射される部位による分類
- アンテナから放射される場合
- 機器のケース（筐体）から放射される場合
- 電源端子・電源線から放射される場合
- 周辺機器から放射される場合

### 障害を与える高周波電流の種類による分類
- 無線機器における基本波
- 無線機器における高調波
- 局部発振の漏れ、内部ノイズなど、回路の性質に起因する高周波電流
- 信号増幅器の故障による異常発振

## 電波障害の対策
電波障害が生じた場合に重要なことは、その発生源を特定することである。発生源と疑われる機器の電源を切ることにより、電波障害が消滅することを確認する。次に、原因となる高周波電流の発生原因と伝達経路を調べ、必要な対策を講じる。対策における基本的な知識を次に述べる。

### ノーマル・モードによるもの

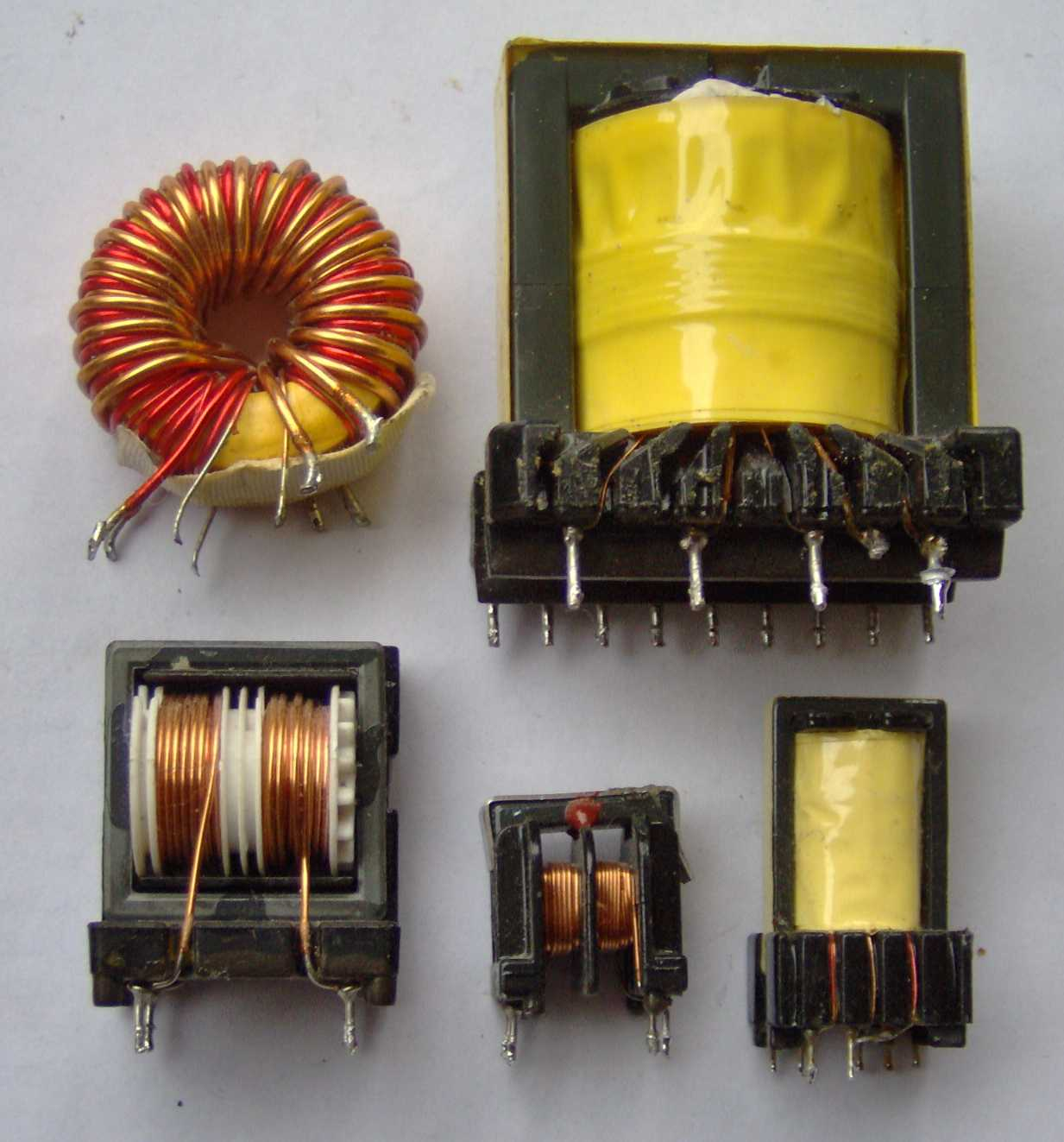
ライン・フィルターとして使用される部品の例

ノーマル・モードでは原因となる高周波電流は電源回路を通して伝達するため、発生源の機器と障害を受ける機器のどちらか、あるいは両方の電源回路に、ライン・フィルターと呼ばれる高周波電流を阻止する回路を挿入する。ライン・フィルターにはノーマル・モード用、コモン・モード用、ノーマル・コモン両用の3種類があるので、使用時には確認が必要である。

### コモン・モードによるもの

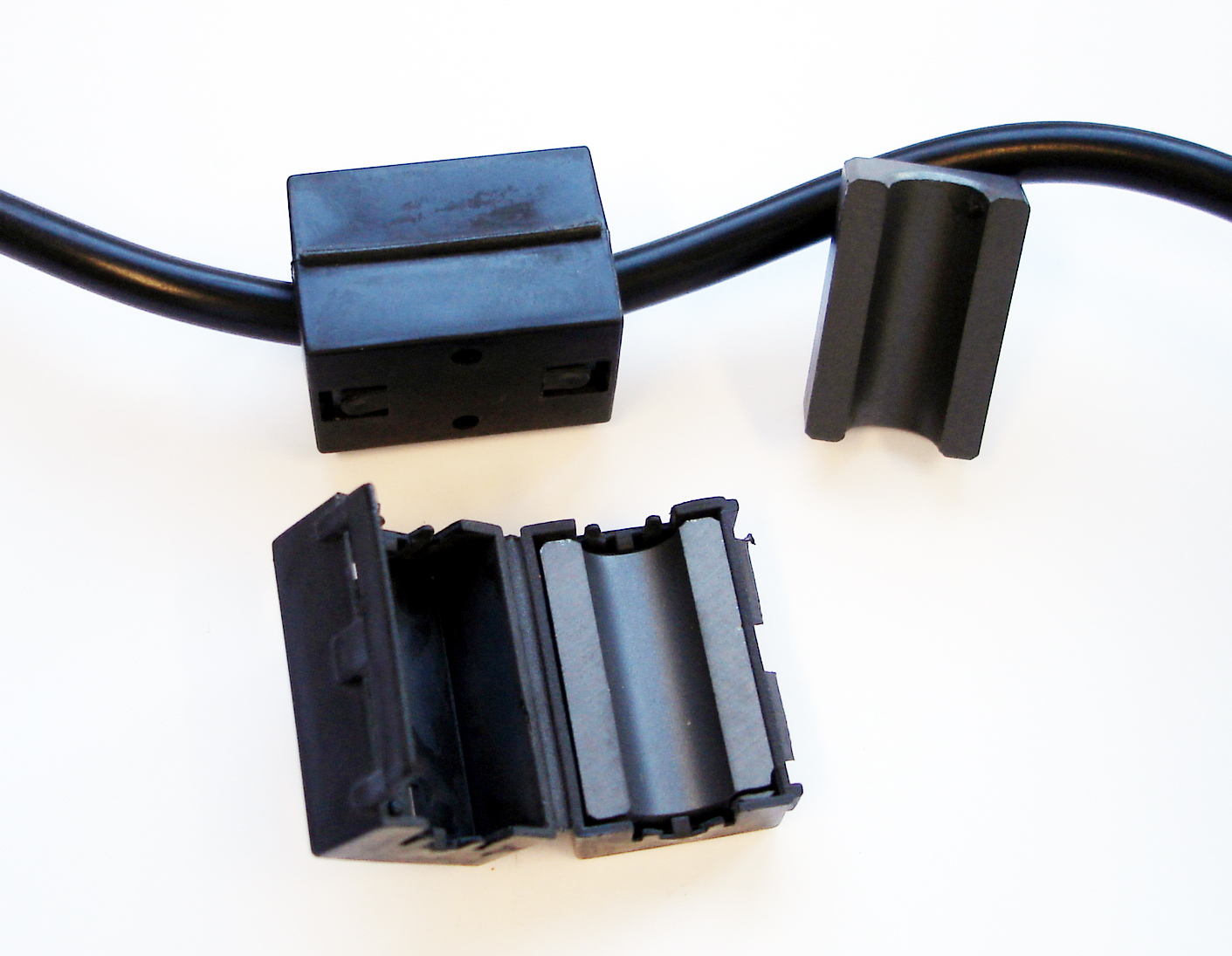
高周波ノイズ低減用のフェライトクランプ

コモン・モードによる電波障害の原因は、おおむね次の通りである。
- 発生源の機器において、アースの電位が一定しない場合（設計の不都合、部品の劣化などが原因）。
- アンテナからアンテナ給電線への漏洩電流が多く、アンテナ給電線やケース（筐体）、さらには電源線など本来電波が放射されない部分から電波が放射されている場合

そのため、次のような対策が必要である。
- 発生源の機器に、十分に高周波インピーダンスの低いアースを接続する。
  - 高周波インピーダンスを低くするにはアース線の長さを波長に対して十分短くする必要がある。例えば、長さが λ/4 の場合、高周波インピーダンスは ∞（無限大）となり、高周波アースとしての役目はまったく果たさない。
- 平衡型アンテナに同軸ケーブルで給電している場合は、平衡度の良好な強制バランを挿入する。
- 原理上、漏洩電流の大きいアンテナがあるので、アンテナを別の種類のアンテナに変更する。
- 発生源から外部に出ている線（アンテナ、アース、各種周辺機器）に高周波電流を阻止するフィルターを挿入する。
  - この場合のフィルターとして、「トロイダル・コア」と呼ばれるドーナツ型のフェライトでできた製品、「スナップ・オン・チョーク」と呼ばれる円筒形のフェライトを半分に切った形状の製品がある。この中に対象とする電線を通すか、巻きつけて用いる。巻きつけた場合、減衰量は大きくなるが、自己共振周波数が低下するため、どちらが良いかは減衰させたい周波数を明確にした上で判断する。
- 発生源から外部に出ている線（アンテナ、アース、各種周辺機器）を大地に通す。
  - コモン・モードの場合、大地に対して電位差が発生しているので、大地と同電位にすればよい。

### 無線機器における基本波によるもの
電波障害の発生源となる無線機器において、次のような場合の多くは基本波に起因するものである。
- 設計や調整の不都合が無い場合。
- 電池を電源とする機器で、他の機器と配線が接続されていない場合。

携帯電話やPHSによる電波障害もこの部類に当てはまる。
無線機器における基本波は止めることができないので、可能であれば電波の出力電力を低減するか、発生源の機器と障害を受ける機器の間隔を離す。また、障害を受ける機器をシールドすることも有効である。原理的には、障害を受ける機器が電波を受信するための機器の場合には、帯域消去フィルタを接続することにより基本波による障害を防ぐことができるが、この方法は他に比較して非常にコストが掛かり、また基本波以外による障害は防ぐことができないため、できる限り他の方法を検討すべきである。

### 無線機器における高調波によるもの
無線機器から発生する高調波は、出力側にローパス・フィルター（ある一定の周波数以下の高周波電流のみを通過させる回路）を接続することによって抑制できる。また、障害を受ける側の機器にローパス・フィルターを設けることも効果がある。この場合にも、機器組み込み型の回路のほか、前々項で述べたトロイダル・コアやスナップ・オン・チョークが用いられる。

### 回路や装置の性質に起因するもの
無線機器の他、自動車などのエンジン（イグニッションノイズ）、鉄道など工業用発動機や電動機（モータ）の接点（整流子）における火花、高圧発生装置、電力線搬送通信、太陽光発電など、回路や装置の性質に起因する高周波電流が発生することがある。これらの場合、発生源からの不要な高周波電流の輻射を抑えるような対策が必要である。また、テレビの受信ブースターが部品の劣化により異常発振し、電波障害を起こす事例も報告されている。

### 建造物等によるテレビの受信障害

建物などによる反射で生じるフェージング

建造物や空港周辺を離着陸する航空機などによる受信障害は、建築物などにより直接的に電波が遮られたり電波が散乱（又は乱反射）して、直接波と反射波の干渉（伝播距離の差異による到達時間のよる問題）を起こす場合がある。この障害を受けた場合、テレビ画像は左右方向に画像が二重（又はそれ以上）にぶれて見える。
テレビの受信障害については建造物等設置者による、ケーブルによる送信やUHF、SHF送信所の設置などがあるがケーブルテレビがある地域では無償でケーブルテレビに加入してもらうことが一般的である。しかし地上デジタルテレビ放送では、建造物の建設後に電波が送信されている場合、建造物設置者の責任による受信障害とするのは難しい。
デジタル（地上デジタルテレビ放送）方式の場合は乱反射による障害は既知であるため、乱反射波を考慮した設計となっている。このため乱反射にはかなり耐えられる設計となっている。デジタル化により映像はアナログ方式の映像と比較して鮮明になる場合が多いと考えられる。

### 森林・樹木等によるテレビの受信障害
VHFよりUHFに顕著に見られる。送信所に向けてアンテナを設置しても、送信所が鎮守の森などのうっそうとした葉が茂る樹木にさえぎられると、木々や葉の間隔と電波の波長が近いためエネルギーが吸収され、利得が極端に落ち、デジタルではブロックノイズ、アナログではスノーノイズなどの現象が出る。解決方法はその樹木を伐採するか、別方向の山からの反射波を拾うか、別方向の中継局からの電波を拾う方法が考えられる。VHFの電波障害地域で特殊なVHFアンテナ（電波障害対策用アンテナ。障害が根本的に除去されるわけではなく完璧な対策ではない）を設置して解決する場合もある。

### 送電線によるテレビ・FM放送の受信障害
送電線による受信障害は、VHFやFM放送に多く見られ、直進性の強いUHFではあまり見られない。上記の建築物（鉄塔など）による電波散乱・乱反射のほかに、電気的な障害も加わるため、画像がゴースト等でぶれる他に、周期的、または常時画像にノイズが入り乱れる、音声がおかしくなる等の症状が発生する。
対策としては、近隣にVHFと同じ放送をしているUHF中継局（たとえ電波が弱いものであっても）があれば、UHFアンテナ（+ブースター）の受信設備を追加して対応する。例えば1978年に埼玉県北西部（埼玉県本庄市、上里町等全域）で行われた超高圧送電線敷設に伴うアンテナ切り替え工事（費用は東京電力負担）が大規模なもののひとつとして挙げられる。当該地域ではテレビ放送開始当初から東京タワー(VHF)を受信していたが、この工事により榛名山の前橋中継局(UHF)を受信するようになった。
また、受信できるUHF中継局が無い場合、難視聴対策型共聴設備やケーブルテレビが敷設される。UHF中継局を受信し、周波数変換器でVHFに変換（広範囲にケーブルを敷設する場合は、減衰率が高いUHFでは末端まで電波が届かないため、VHFに変換する必要がある）し配信するタイプ、または直接山頂でVHFを受信するものなどがある。各家までケーブルを引き込み、保安器を境に敷設責任を分担するのが通常である。
上記2つの解決策が取れない場合、最後の手段として電波障害対策型VHFアンテナで対応する場合もある。通常のVHFアンテナと比較し、反射器が上下方向に広く取られており、ゴースト障害に強いとされるが、根本的な解決策ではないため、障害が除去しきれない場合がある。
地上デジタル放送においては、UHF波を使用しており直進性が強く送電線障害に強いこと、またデジタル放送の規格自体が障害に強いとしており、送電線障害は発生しにくいとされている。障害対応は発生した場合対策は個別に行うこととし、アナログ放送終了時には、送電線障害で設置された難視聴共聴設備やケーブルテレビは終了し撤去するとしている場合が多い。なお、通常の電線の碍子などの電気配線の絶縁が、雨水等で濡れたり乾燥を繰り返し劣化したり、強風で強く揺れる場合はメダカノイズが画面に現れる場合がある。これはVHFのみならず、UHFでも起き得る現象である。この場合の解決策は原因を特定し、原因そのものを除去するしか方法がない。
FM放送の送電線障害では、多素子の八木・宇田アンテナを設置しても、利得はあるにもかかわらず受信音質がレコードの擦り切れたような音（音の大きさに比例しジャリジャリという雑音が混ざる）になり、聴取に耐えない音質になってしまう。モノラル受信にすればほんの少しは改善されるが、すこし軽減される程度。なお、理由は不明であるが、FMダイバーシティ受信回路があるカーステレオでは比較的この障害には強く、自宅屋根上にFM八木・宇田アンテナを上げても障害がひどいのに、カーステレオでは障害が軽減されて障害が少ない、というケースがある。

### 解析手順例
一般的に機器から放出される妨害電波の解析は、電波暗室内で行われる。その代表的な解析手順例を下記に示す。
1. バックグランドの測定。 - 電波暗室内に機器を設置し、電源を切り非稼働状態で測定を行う。
2. 最低限の稼働状態で測定。 - 機器の動作に必要な最低限の電源線等を接続し測定を行う。
3. 動作状態を変えて測定(1)。 - 妨害波の発生源を特定するため、特定の機能ブロックのみを順番に動作させ、都度測定を行う。
4. 動作状態を変えて測定(2)。 - 妨害波の発生源となっている可能性のある箇所に、ノイズ吸収や遮断機能を有した部材を取り付け測定を行う。
5. 機器内部配線の離隔距離や筐体接地との接続状態を変化させ測定を行う。